# شهرستان اسپارتانبرگ (کارولینای جنوبی)
شهرستان اسپارتانبرگ، کارولینای جنوبی (به انگلیسی: Spartanburg County, South Carolina) یک سکونتگاه مسکونی در ایالات متحده آمریکا است که در کارولینای جنوبی واقع شده‌است.

## خصوصیات
شهرستان اسپارتانبرگ ۲٬۱۲۱٫۲۱ کیلومترمربع مساحت دارد.